# Ompok hypophthalmus
Ompok hypophthalmus és una espècie de peix de la família dels silúrids i de l'ordre dels siluriformes.

## Morfologia
Els mascles poden assolir els 30 cm de llargària total.

## Distribució geogràfica
Es troba a Tailàndia i Indonèsia, incloent-hi el riu Mekong.